# Richard Haizmann
Pour les articles homonymes, voir Haizmann.
Richard Haizmann, né le 18 octobre 1895 à Villingen (Grand-duché de Bade) et mort le 30 avril 1963 à Niebüll (Frise-du-Nord), est un artiste peintre, sculpteur, céramiste et bûcheron allemand.